# Българска социалдемократическа партия
 Тази статия е за съвременната партия.  За партията от 1891-1894 вижте Българска социалдемократическа партия (1891).  За партията от 1903-1948 вижте Българска работническа социалдемократическа партия (обединена).
Българската социалдемократическа партия (БСДП) е българска политическа партия. Една от най-старите в България.

## История

### 1891 – 1894
Българската социалдемократическа партия е основана на 20 юли 1891 г., Илинден (2-ри август по нов стил). Учредителният конгрес се провежда на връх Бузлуджа. Идеологията на партията е марксизъм и социалдемокрация, а политическата ѝ позиция е ляво-центристка. Централен ръководен орган на БСДП е Общият съвет, който се избирана на конгресите на партията. Първият ОС, избран на Бузлуджанския конгрес, заседава в Търново.
На Втория конгрес в гр. Пловдив през 1892 г. от разликата във възгледите се оформят две крила:
- БСДП на Димитър Благоев и Никола Габровски. Те издават вестник „Работник“.
- Български социалдемократически съюз (БСДС) на Янко Сакъзов, Константин Бозвелиев, Сава Мутафов и др. През 1892 г. започват да списват вестник „Другар“.

Следват остри полемики в печата между двете групи. На изборите за народно събрание през 1893 г. БСДП получава само 570 гласа в цялата страна. След продължителни преговори двете организации решават да се обединят през 1894 г. 

### 1894 – 1903
На 10.02.1894 г. двете крила на партията се обединяват и се образува Българска работническа социалдемократическа партия (БРСДП). След обединението ръководният орган се преименува в Централен комитет на БРСДП. През 1900 г. Янко Сакъзов започва да издава списание „Общо дело“, в което излага вижданията си за мястото, задачите и перспективите пред българската социалдемокрация – класово сътрудничество (общо дело), а не за класова борба като марксистите на Благоев. Във възникналия идеен спор се ражда терминът „общоделство“. Разногласията между двете течения продължават. 

### 1903 – 1948
На Х-тия конгрес на БРСДП през 1903 г. отново става разцепление. Оформят се две коренно различни организации с абревиатурата БРСДП: с добавката „т.с.“ (тесни социалисти) за последователите на Димитър Благоев и добавката „ш.с.“ (широки социалисти) за привържениците на Янко Сакъзов. Широките социалисти още се наричат „общоделци“. Те са основно занаятчии, чиновници и малка част – индустриални работници.
През 1908 г. партията се преименува на БРСДП (обединена) след присъединяването към нея на кръг „Пролетарий“: група тесни социалисти начело с Никола Харлаков, Георги Бакалов и Р. Аврамов. Партията остава ляво-центристка, но идеологията	е социалдемокрация и реформизъм.
БРСДП (о) се отнася с резерви към създаването на Балканския съюз през 1912 г. и воденето на Балканска война. Янко Сакъзов предупреждава от парламентарната трибуна за възможен крах, който се случва в Междусъюзническата война през 1913 г. След първата национална катастрофа партията влиза в парламента с 19 депутати. Тя е за неутралитет на България в Първата световна война, който не се спазва и следва втора национална катастрофа.
Партията участва в коалиции през 1918 г.: Янко Сакъзов влиза във второто правителство на Александър Малинов, а като министър на промишлеността, търговията и труда в правителството на Теодор Теодоров въвежда 8-часовия работен ден в България и редица други реформи в трудовото законодателство. Министри в същия кабинет от БРСДП (о) последователно са д-р Петър Джидров – на правосъдието, и Кръстю Пастухов – на вътрешните работи. 
След преврата на 9 юни 1923 г. БРСДП (о) заема антимарксистка позиция, не участва в Септемврийското въстание и се включва в правителството. През февруари 1924 г. партията преминава официално в опозиция.
На извънредния конгрес през 1926 г. се оформят три политически линии:
- Кръстю Пастухов, Коста Лулчев и Григор Чешмеджиев са за самостоятелно действие на БРСДП (о);
- Петър Джидров, Асен Цанков и Димо Казасов – за политическа подкрепа на правителството;
- Янко Сакъзов и Константин Бозвелиев се борят за компромис и помирение между двете групи.

Петър Джидров е изключен от партията и групата му формира т. нар. Социалистическа федерация. През 1932 г. федерацията и партията се обединяват, с което се слага край на това разцепление.
БРСДП (о) се обявява решително против преврата от 19 май 1934 г., след който са забранени политическите партии. Следващите 10 години нейните дейци участват в Кооперативната централа „Напред“, Съюза на популярните банки и др. и действат за възстановяването на Търновската конституция.
През 1943 г. Григор Чешмеджиев влиза от името на БРСДП в създадения Национален комитет на Отечествения фронт (ОФ). Кръстю Пастухов се дистанцира от сътрудничество с БРП (к).
След преврата на 9.ІХ.1944 г. в първото правителство на ОФ участват двама социалдемократи – Димитър Нейков и Григор Чешмеджиев. Други дейци като Кръстю Пастухов и Атанас Москов се отнасят резервирано към обвързването на социалдемократите с новото управление.
През 1945 г. от левите среди в БРСДП се поема курс на сътрудничество с БРП (к). От ЦК са изключени Кръстю Пастухов, Иван Пастухов и д-р Георги Петков, а от правителството е отзован Григор Чешмеджиев. Те формират БРСДП (о) и заедно с БЗНС на Никола Петков преминават в опозиция. Казионната БРСДП начело с Димитър Нейков, Д. Братанов и Здравко Митовски остава в ОФ.
На изборите за VI велико народно събрание на 27 октомври 1946 г. БРСДП (о) е в Обединената опозиция. В една от изборните секции възниква скандал със взаимни нападки между Георги Димитров и представителите на опозицията в избирателното бюро. След обиди и злостни политически коментари социалдемократът инж. Груди Панчев изхвърля комунистическия лидер навън през вратата, след което е арестуван и даден под съд. 
За народни представители в парламента от Обединената опозиция са избрани 9 социалдемократи: Коста Лулчев, Иван Копринков, Христо Пунев, Петър Анастасов, Крум Славов, Петър Братков, Петко Търпанов, Георги Петков и д-р Петър Дертлиев.
БРСДП (о) издава партийния вестник „Свободен народ“ с главен редактор Цвети Иванов и зам. главен редактор Груди Панчев. За статиите в него от 1946 г. започва терор на комунистическото управление срещу опозиционната социалдемокрация. Осъдени са Кръстю Пастухов, удушен в Сливенския затвор през 1949 г., и главният редактор на вестника Цвети Иванов, загинал в концлагера Белене през 1950 г. Инж. Груди Панчев е осъден на 20 години затвор и прекарва над 12 години по затвори и в лагера в Белене. През 1959 г. е освободен и въдворен за местоживеене в гр. Ямбол. 
През юли 1948 г. д-р Георги Петков през Истанбул емигрира във Франция. Казионната БРСДП начело с Д. Нейков на 11.8.1948 г. се влива в БРП (к). На 1.9.1948 г. VІ-то Велико народно събрание дава разрешение членовете на парламентарната група на БРСДП (о) са бъдат съдени. Те са осъдени на различни срокове затвор от 10 до 15 години и конфискация на имуществото, а Георги Петков задочно получава доживотна присъда и конфискация на имуществото. Социалдемократите от БРСДП (о) са изпратени по лагери и затвори, но като юридически субект никой не издава акт за закриването на партията. 

### 1949 – 1989
През 1949 г. в Париж Георги Петков възстановява БРСДП (о) в изгнание и нейните контакти със Социалистическия интернационал. Започва да излиза вестник „Свободен народ“ като орган на партията. След смъртта на д-р Георги Петков през 1968 г. в САЩ неговото дело продължава Стефан Табаков, който във Виена списва емигрантските броеве на в. „Свободен народ“. 

## Съвременната партия след 1989 г.

### Възстановяване и възход
На 26.11.1989 г. седем социалдемократи, оживели през комунистическите лагери и затвори, възстановяват публичната дейност на БРСДП (о): д-р Атанас Москов, д-р Петър Дертлиев, Виолина Лулчева, инж. Груди Панчев, инж. Александър Константинов, Руен Крумов и Михаил Петков. Възстановителната сбирка е в квартирата на Груди Панчев в София.  Декларацията до Председателя на Държавния съвет Петър Младенов подписват д-р Атанас Москов като председател, д-р Петър Дертлиев като зам. председател и Виолина Лулчева като секретар на възстановената БРСДП (о). Обръщението към българския народ с дата 28.11.1989 г. е подписано на организационния секретар Груди Панчев. Изпратена е телеграма до председателя на Социалистическия интернационал Вили Бранд. Две години по-късно по поръчение на БСДП, инж. Груди Панчев осъществява лична среща с Вили Бранд. 
БРСДП (о) става на 7.12.1989 г. съучредител на коалицията Съюз на демократичните сили (СДС).
На 5.1.1990 г. в гр. София в зала „България“ се провежда Първата национална конференция на възстановената БРСДП (о). На нея партията възстановява своето първоначално име Българска социалдемократическа партия (БСДП).  На 1.2.1990 г. излиза първият брой на възстановения вестник „Свободен народ“, първия опозиционен вестник след 1989 г. Вестникът като орган на БСДП отначало е седмичник, от май 1990 до октомври 1991 г. става ежедневник и отново като седмичник излиза до края на 1996 г. 
На 31.3.1990 г. се провежда Втората национална конференция на БСДП. Приет е временен устав и временна програма на партията. Утвърдено е ръководство: д-р Атанас Москов – почетен председател, д-р Петър Дертлиев – председател, инж. Груди Панчев – главен секретар и изпълнителен комитет от 12 члена. Българската социалдемократическа партия (БСДП) е регистрирана на 17.4.1990 г. от СГС по фирмено дело № 572 / 1990 г. 
Партията участва активно в политическия живот в страната. В изборите за VІІ-мо ВНС БСДП като част от коалицията СДС спечелва 22 места в парламента. Впоследствие групата нараства до 28 депутати.
На 10 и 11 ноември 1990 г. в Шумен се провежда Третата национална конференция на БСДП. Волята на делегатите на конференцията, БСДП да не се участва в коалиционно правителство с БСП, е нарушена след месец и половина.
От 23 до 25 март 1991 г. в НДК, гр. София се провежда 38-ят възстановителен конгрес на Българската социалдемократическа партия. Конгресът приема програма „Социалдемокрацията и пътя на България към 21 век“, нов устав и избира Национален комитет от 101 члена и изпълнително бюро от 15 души. За председател е избран д-р Петър Дертлиев, а за главен секретар инж. Груди Панчев. Конгресът бележи върха в развитието на БСДП след нейното възстановяване.
На 20.7.1991 г. СДС издига председателя на БСДП Петър Дертлиев като кандидат за президент. БСП не приема кандидатурата на репресиран концлагерист. След няколко кръга дебати между СДС и БСП той е заменен от дисидента д-р Жельо Желев.
На 12.7.1991 г. новата Конституция на Република България е приета. Подписват я мнозинството от депутатите от БСДП. Това става основната причина за първото голямо разцепление. На 17 и 18 август в гр. София инициативен комитет провежда форум, наречен 39-и извънреден конгрес на БСДП. Форумът избира ръководство начело с Иван Куртев, към което се ориентират част от членовете и организациите на партията. Формацията приема след съдебен спор името Социалдемократическа партия (СДП). Отливът от БСДП се отразява на следващите избори.
В изборите за 36-то ОНС БСДП на 13.10.1991 г. се представя в коалиция СДС-център. Резултатът 3,2 % оставя коалицията под бариерата от 4 %. Постиженията в паралелно проведените местните избори - един кмет на община Ябланица и двама съветника в Столична община са слаба утеха за тежкия удар, определил последвалото трудно бъдеще на БСДП.
След сериозната загуба БСДП остава в периферията на политическия живот. Политическите партии от нереализираната коалиция между СДС-център и СДС-либерали подписват на 26.10.1991 г. споразумението Български демократичен център (БДЦ). За ръководител на формацията е избран организационният секретар на БСДП Стефан Радославов. Противоречията между партньорите в нея, обаче се оказват съществени. БДЦ не съумява да излъчи президентска кандидатура за предстоящите избори. Това дава основание на ІV-та национална конференция на БСДП (21-22.12.1991 г.) да подкрепи кандидатурата на д-р Жельо Желев за изборите на 13.01.1992 г. в името на единството на демократичните сили. За БСДП споразумението БДЦ приключва през пролетта на 1992 г. поради опитите на Стефан Гайтанджиев – секретар на ПК „Екогластност“ да формулира решения от името на партньорите. 
На 39-ия конгрес на партията (12-14 юни 1992 г) несполучлив опит за обрат в политиката прави Антон Антонов, който води кампания против Стефан Радославов и издига своята кандидатура срещу тази на д-р П. Дертлиев. Петър Дертлиев се съюзява със Стефан Радославов и печели срещу тандема А. Антонов – Георги Бакалов. В края на 1992 г. след падането на правителството на Филип Димитров БСП предлага като компромисна кандидатурата на проф. Захари Карамфилов – ръководител на Националния статистически институт и член на ИБ на БСДП за министър-председателския пост от името на социалистите. Изпълнителното бюро на БСДП оценява предложението като опит за отърваване от отговорност и отказва.
Заместник-председателят на БСДП Петър Корнажев е поканен и заема поста министър на правосъдието в правителството на Любен Беров след смъртта на титуляра М. Вълчев (23.6.1993 г.). След това членове на ИБ на БСДП го призовават да се оттегли, като считат че така БСДП ще си осигури партньорство със своя естествен съюзник БЗНС за бъдещите избори. Петър Корнажев остава министър до края на управлението на това служебно правителство (17.10.1994 г.). 
Следващите по-важни събития от развитието на партията са: 
- VІ-та национална конференция на БСДП през пролетта на 1994 г. приема серия от програми под мотото ”България – твоето бъдеще е социалдемокрацията”.
- Участие на БСДП в предсрочните парламентарни избори за 37-о ОНС в коалицията Демократична алтернатива за републиката (ДАР), в която влизат БСДП, Гражданско обединение за републиката (ГОР), Зелената партия и Алтернативната социаллиберална партия (АСП). На изборите на 18.12.1994 г. ДАР, с получените 197057 гласа или 3,79 %, остава под бариерата от 4 %.
- Извънредният 41-и конгрес на 14-16.4.1995 г. Групата на главния секретар Стефан Радославов, Захари Карамфилов и Ст. Нешев предлага партньорство с победителя в изборната надпревара БСП. Петър Дертлиев, А. Ахрянов, Йордан Нихризов, Т. Дечев и Гр. Шишков са против. Конгресът приема нов устав и начертава нова политическа линия срещу опитите за реставрацията на тоталитарния социализъм и срещу антисоциалния преход в интерес на финансовата олигархия. Приема се курс към изграждане на обединени демократични сили за участие в бъдещата изборна борба.
- Местни избори през есента на 1995 г. От самостоятелно участие БСДП получава 140 съветнически места в 66 общини. В София и Пловдив коалиции с демократичните сили осигуряват зам. кметско място съответно на Ангел Ахрянов и Митко Цветковски, като представители на партията.
- На 30.05.1996 г. БСДП се присъединява с анекс към Обединените демократични сили (ОДС) и подкрепя кандидата Петър Стоянов, който става президент.
- ІХ-та Национална конференция на БСДП на 9.3.1997 г. в София утвърждава участието на партията в коалицията ОДС (СДС, ДП, БЗНС и БСДП) за предстоящите предсрочни парламентарни избори. На изборите на 19.04.1997 г. ОДС печели победа и БСДП придобива двама депутати в 38-то ОНС: Йордан Нихризов и д-р Григор Шишков.
- Новата позиция на председателя д-р П. Дертлиев e опонент на новото управление, отказвайки да участва пряко в преговорите за включване на представители на партията в новото правителство. На 42-я конгрес през месец септември 1997 г. двете тенденции “за” и “против” ОДС се сблъскват. Конгресът ражда поредния парадокс в съвременната история на БСДП. Той приема като бъдеща линия на партията всички документи, предложени от застъпниците на сътрудничеството в рамките на ОДС. Националният комитет Изпълнително бюро, в което привържениците на ОДС са явно малцинство - един зам. председател Й. Нихризов и трима членове от 21 членния състав. Един срещу друг като кандидати за председателския пост се изправят д-р П. Дертлиев и неговия заместник Теодор Дечев. Петър Дертлиев отново печели и след конгреса започва провеждането на  линията, известна като Лесидренско-Солунски обединителен процес.
- На 24 и 25.10.1998 г. в Пловдив е организиран 43-и извънреден конгрес, свикан от привържениците на ОДС. Те включват в групата Груди Панчев, Александър Константинов и Михаил Петков, които са избрани за почетни председатели на БСДП. [2] Конгресът се провежда в условията на действащо правителство и президент от СДС и отсъствието на председателя на БСДП Петър Дертлиев. Избира ново ръководство с председател Йордан Нихризов и утвърждава линията за единство с демократичните сили. На 22.11.1998 г. в гр. Варна e свикан друг 43-и извънреден конгрес, организиран от противниците на оставането на БСДП в ОДС, начело с Петър Дертлиев. Д-р Дертлиев е избран за почетен председател на БСДП, а Петър Агов - за председател на БСДП. На конгреса присъства и се изказва представителят на Социалистическия интернационал  Фридрих Рол. Позицията на Социалистическия интернационал е, че БСДП трябва да напусне ОДС и управляващото дясно мнозинство и конгресът взема такова решение.
- От ноември 1998 г. до февруари 2001 г. се водят съдебни дела като юридически в сила е старото ръководство, избрано на 42-я конгрес, но по същество действат две паралелни организации с коренно противоположни цели и политика. През месец октомври 1998 г. Петър Дертлиев формира съюз „Социалдемокрация“, а на 16 януари 1999 г. неговите опоненти, провели конгреса в гр. Пловдив, обявяват изграждането заедно с части от Нова СДП и членове на СДП на Български социалдемократически съюз (БСДС). С тази абревиатура те вземат участие и на Местните избори през 1999 г., запазвайки част от позициите си в общинските съвети на големи градове.
- В управлението на ОДС 1997 – 2001 г. БСДП се включва последователно с двама заместник министри: Кирил Човиков – зам. министър в Министерство на околната среда (1997 – 1999 г.) и Теодор Дечев – зам. министър в Министерството на труда и социалната политика (1999 – 2001 г.). В парламента по инициатива на депутатите от БСДП са приети първия в България Закон за защита на потребителите и изменения в Кодекса на труда, възпрепятстващи верижните срочни трудови договори.

Петър Дертлиев остава председател на БСДП до 1998 г. От 1998 г. до края на живота си през 2000 г. той заема поста почетен председател на партията.

### XXI век
След смъртта на действащия председател на партията на 26.02.2001 г. СГС вписва по фирмено дело 572/1990 г. 43-ия извънреден конгрес и избраното от него ръководство на БСДП начело с Йордан Нихризов. Легитимният до тогава заместник-председател на БСДП Йордан Йорданов и Петър Попов – председател на организацията в Казанлък, заедно със своите поддръжници регистрират на 31.03.2001 г. отделна партия Българска единна социалдемократическа партия (БЕСДП) с председател Вълкана Тодорова. Тя участва на парламентарните избори на 17.06.2001 г. заедно с Българска евролевица и БЗНС, след което постепенно се прелива в Евролевицата на Алeксандър Томов. 